# Расширение морального круга

Пример морального круга

Расширение морального круга — процесс увеличения числа и типа субъектов, которым уделяется моральное внимание с течением времени. Общая идея, расширения морального круга, обсуждалась в трудах древних философов, а с XIX века стала вдохновлять общественные движения, связанные с правами человека и правами животных.  В частности, о правах животных, с 1970-х годов писал философ Питер Сингер, а с 2017 года — аналитический центр Sentience Institute, входящий в движение за эффективный альтруизм XXI века. О том, действительно ли человечество имеет постоянно расширяющийся моральный круг, ведутся серьёзные споры, в том числе, по таким темам, как отсутствие единой границы растущей морали и несоответствие, между моральными установками людей и их поведением. Исследования феномена продолжаются.

## История
О моральном окружении, ещё на рубеже II века, упоминал стоический философ Гиерокл, в работе «О надлежащих поступках» описавший сосредоточенные общественные связи человека, для которого наиболее значимым является долг перед самым близким окружением. Более подробно, данная концепция была изложена Уильямом Лекки в его работе «История нравственности в Европе от Августа до Карла Великого», вышедшей в 1869 году.
Эдвард Пейсон Эванс (Edward Payson Evans), один из первых защитников прав животных, опубликовал в 1897 г. книгу «Эволюционная этика и психология животных». По его мнению, людям необходимо отказаться от концепции антропоцентризма, которая рассматривает человека как нечто принципиально отличное и отдельное от всех других существ и, как следствие, не имеет моральных обязательств по отношению к другим существам. Философ-утилитарист и защитник прав животных Дж. Говард Мур отстаивал сентиоцентрическую философию, в своей книге «Всеобщее родство» (1906 г.), утверждая, что люди должны заботиться обо всех живых существах на основе общего эволюционного родства:
Частично раскрепощённый человек, распространяющий свои моральные установки на всех представителей своего вида, но отказывающий всем другим биологическим видам, в справедливости и гуманности, которые он приписывает своему собственному, в более широком масштабе, совершает ту же этическую глупость, которая свойственна дикому человеку. Единственная последовательная позиция, с тех пор, как Дарвин установил факт единства всех живых существ (и позиция, которую мы должны принять, если когда-нибудь станем по-настоящему цивилизованными) — позиция всеобщей доброжелательности и милосердия.

Концепция была наиболее полно раскрыта философом-утилитаристом Питером Сингером в его книге 1981 года «Расширяющийся круг», названной так в честь концепции расширения морального круга. В книге изложена общая теория расширения круга: 
Вначале люди ценили только тех, кто наиболее похож на них самих, например, свою семью или социальную группу, затем стали ценить других жителей своей страны и, наконец, человечество в целом. Такой же процесс расширения происходит сейчас и в отношении прав животных. На «расширяющийся круг», Сингер ссылается и в других своих работах.

К расширению морального круга обращались и некоторые более поздние авторы, определения которых могут не совпадать с определением Сингера. Роберт Райт отвечает Сингеру более критической концепцией в своей книге 1994 года «Моральное животное»:
Наиболее циничным объяснением того, почему так много людей призывали к расширению морального круга (компаса), является объяснение, изложенное в начале этой главы: благодаря тому, что кругозор людей, по отношению к морали, становится шире, увеличивается власть тех, кто к этому призывает.
T. Дж. Каспербауэр в своей книге «Субчеловек» в 2018 году определяет расширение морального круга, с точки зрения увеличения, как количества вещей, считающихся объектами морали, так и количества видов вещей, считающихся таковыми. Каспербауэр также добавляет, что подобная степень взгляда на вещи, недавно попавшие в моральный круг, должна быть достаточно весомой, чтобы представлять собой предмет особого внимания.
Движение за эффективный альтруизм, в частности Sentience Institute, регулярно обсуждает расширение морального круга, как часть своей философии. Sentience Institute был основан в 2017 году, как результат деятельности Фонда эффективного альтруизма, в качестве «аналитического центра, занимающегося расширением морального круга человечества». На сайте института представлена более подробная модель самого понятия «круг», включающая концентрические схемы, где самая внутренняя обозначает полное моральное осмысление, а самая внешняя — лишь минимальное моральное осознание, при этом некоторые вещи полностью находятся за пределами любого из кругов. Кроме того, выделяют моральный круг установок и моральный круг поступков, моральный круг общества и моральный круг индивида. Расширение морального круга как таковое было сформулировано в статье 2021 года в журнале «Futures» под названием «Расширение морального круга: Перспективная стратегия воздействия на далёкое будущее», написанной соучредителем Sentience Institute Джейси Риз Антис и философом Эзе Паесом.

## Заявленные множества морального круга
На протяжении истории человечества, в круг моральных ценностей, входили, а иногда и выходили, самые разные значимые объекты:
- Люди с иными гендерными особенностями (см. феминизм, права женщин, противодействие патриархату, права трансгендеров[англ.])
- Люди других национальностей (см. ксенофобия)
- Люди других рас и этнических групп (см. антирасизм)
- Люди из других семей, племён, социальных обществ
- Животные, не относящиеся к человеку, особенно млекопитающие, считается, что они по-прежнему входят в число объектов морального сознания (видовая дискриминация, сентиоцентризм)
- Экосистемы и виды (см. права природы[англ.])
- Растения (см. права растений)
- Искусственный интеллект (см. права роботов)
- Люди будущего (см. долгожители, лонгтермизм)
- Божества
- Люди прошлого (т.е., предки человека)

Любой конкретный объект или группа объектов могут входить в моральный круг в разное время и для разных людей. Такое расширение морального круга, за счёт признания прав животных, Каспербауэр, называет расширением круга, от человеческой сущности, до круга, включающего всех разумных существ. Сигал Самуэль также предположил, что в круг морали могут начать входить растения, природа и роботы. Антис и Паес называют этот круг «многомерным градиентом», который варьируется, от желания человека, причинить кому-то вред, до желания, о заботе к кому-либо, даже большем, чем к самому себе.

## Контраргументы
Каспербауэр и ряд других авторов, отмечают, что не совсем ясно, действительно ли улучшаются условия содержания животных, используемых в пищу или для научных исследований, несмотря на заявления о том, что животные входят в моральный круг. 
Связанная, с данным утверждением, критика, заключается в том, что религия предоставляла для некоторых животных, статус неприкосновенности (см. зоолатрия), которого теперь у них нет, поэтому произошло смещение границ морального круга. Другими предполагаемыми группами, покинувшими моральный круг или удалившимися от его центра, являются божества, заключённые, предки, а новорождённые (см. младенец) и эмбрионы (см. плод), в разных социальных слоях и странах, имеют совершенно различную моральную значимость.
Идея морального круга также подвергается критике как основанная на морали западного мира, и не отражающая, многообразия моральных взглядов, существующих в остальном мире, включая такие концепции, как ахимса, которая придаёт большее значение и  ценность, интересам животных, чем это принято в западной культуре.

## Причины расширения
Вопрос о том, что является причиной расширения морального круга, активно обсуждается сторонниками этой идеи. Роберт Соломон утверждает, что причиной расширения морального круга является эмпатия.  Включение животных, в круг морали, объясняется наличием у некоторых из них различных признаков, таких как, внешняя привлекательность, интеллект или наличие пользы, для человека. Питер Сингер, напротив, подчеркивает важность развития рационализма среди людей, как способ расширения морального круга. 
Согласно другой теории, расширение морального круга связано с восхождением по иерархии пирамиды потребностей по Маслоу и возникающей возможностью, в большей степени, сосредоточиться на других сущностях, после удовлетворения личных потребностей. Взаимосвязь между существующим законодательством и тем, что люди считают частью своего морального круга, также является предметом исследования.

## В психологии
Понятие морального круга и его расширение, в том числе причины этого расширения, стало предметом многочисленных современных работ в области моральной психологии. Психологи обнаружили значительные отклонения, в представлениях людей, о том, что такое моральный круг, в зависимости от того, как сформулирован вопрос, а также то, что люди склонны уделять больше [морального] внимания высокочувствительным животным, чем низкочувствительным, больше [морального] внимания животным, чем растениям, и больше [морального] внимания растениям, чем "плохим людям", например, убийцам. 
Шкала моральной экспансивности (ШМЭ), разработанная Чарли Р. Кримстоном — психологическая мера альтруизма, которая сформировалась на основе размышлений о расширении морального круга.